# Fotoautomat Bosco

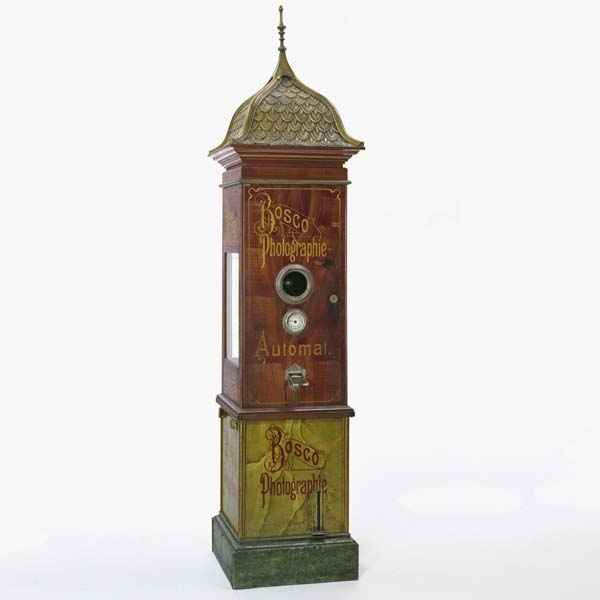
Automat Bosco v Německém muzeu, Mnichov, 1894

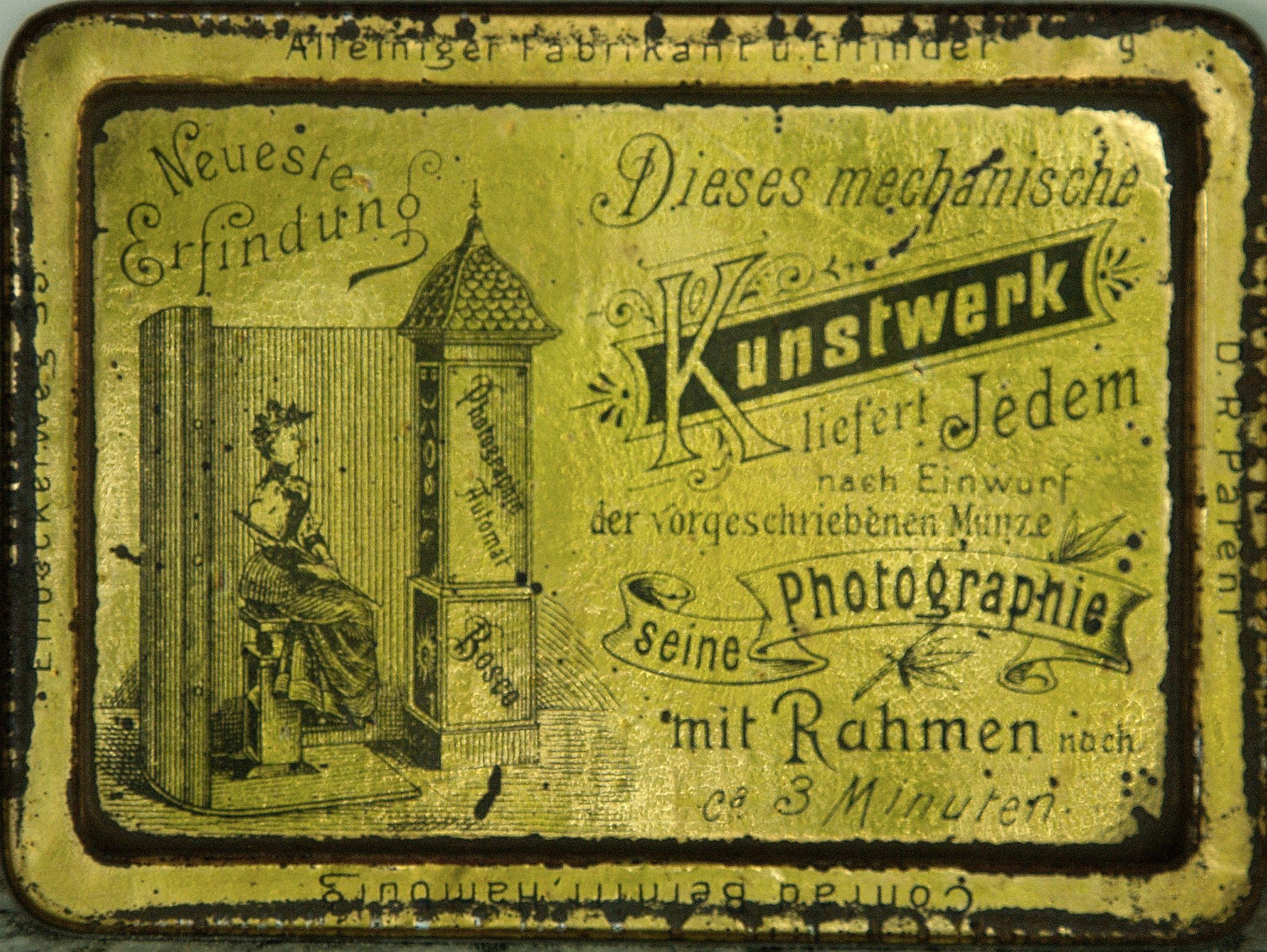
Zadní strana ferrotypie z automatu Bosco pana Conrada Bernitta z Hamburku, asi 1895, je na něm nápis: Nejnovější vynález; Toto mechanické umělecké dílo zhotoví každému po vhození mince jeho fotografii s rámečkem do cirka 3 minut

Fotografický automat Bosco byl jeden z první fotografických automatů, který si nechal patentovat 16. července 1890 (německý patent 68513), a později i vyráběl, hamburský vynálezce Conrad Bernitt.. Stroj pracoval s technikou ferrotypie, neboli „fotografie na černém plechu“. Snímek byl vyvolán na černě nalakovaném plechu se zvýšenými okraji podobné malé pánvičce o velikosti 50x75 mm. Automat dokázal fotografii exponovat, vyvolat a ustálit.

## Princip
Výroba ferrotypie v automatu podle vlastní propagace firmy trvala tři minuty. Avšak i poté, co se sušila, nesmělo se nic dotknout povrchu obrazu. Výsledný obraz byl zarámován a zdobený zlatým tiskem. K fotografiím ve formátu 60 x 83 mm se dodávalo papírové pouzdro.
Přístroj měl tvar sloupce vysokého jako člověk a byl prodáván po celém světě. Jméno získal po slavném kouzelníkovi 19. století Bartolomea Bosca. Kvalitu fotografií přiřazují dnešní sběratelé k jiným ferrotypiím, spíše mírně horší. Mnohé obrazy jsou "temné a vypadají spíše lacině" (viz odkaz na "Daguerre Club"). Nicméně se téměř vždy jednalo o "náhodné snímky", které byly pořízeny hlavně na veletrzích, folklorních festivalech nebo v turistických centrech a od počátku si nekladly žádné velké umělecké nebo dokonce řemeslné podmínky. Fotografie navíc není kryta sklem a není tak chráněna před oděrem či poškrábáním.

## Galerie

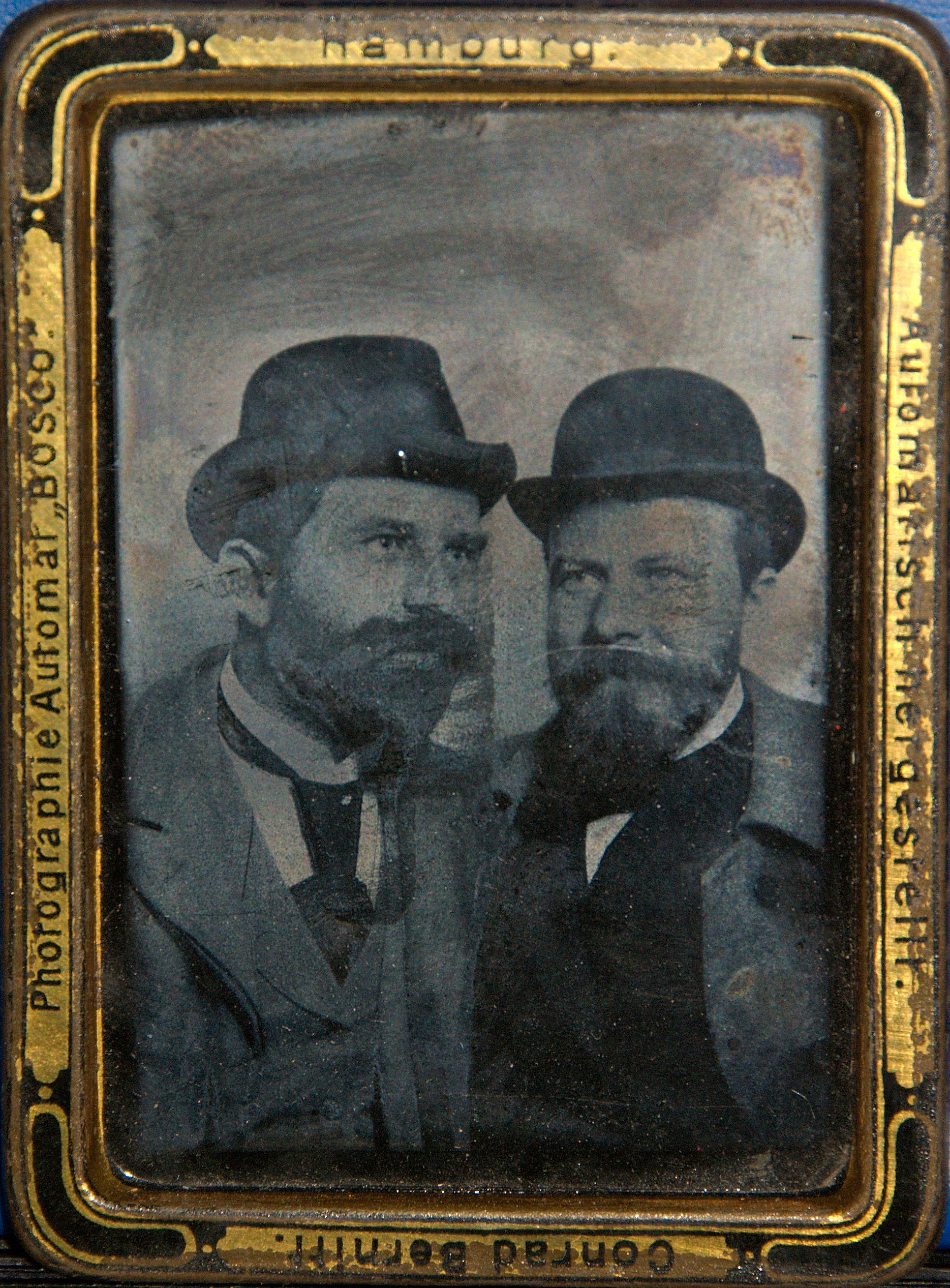
Ferrotypie z automatu Bosco, 50x75 mm, asi 1895
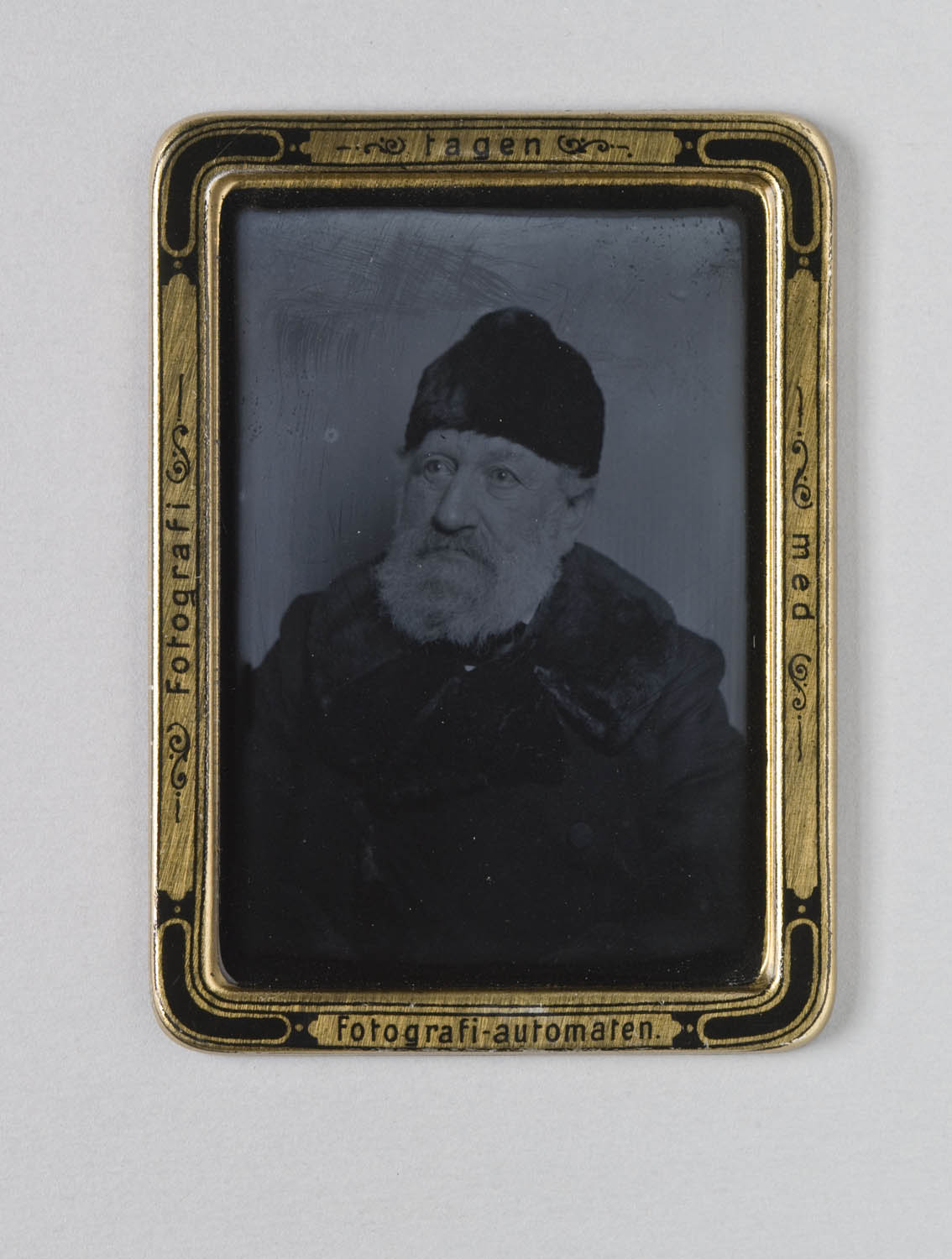
Geskel Saloman, švédský malíř, 1897, Nordiska Museet
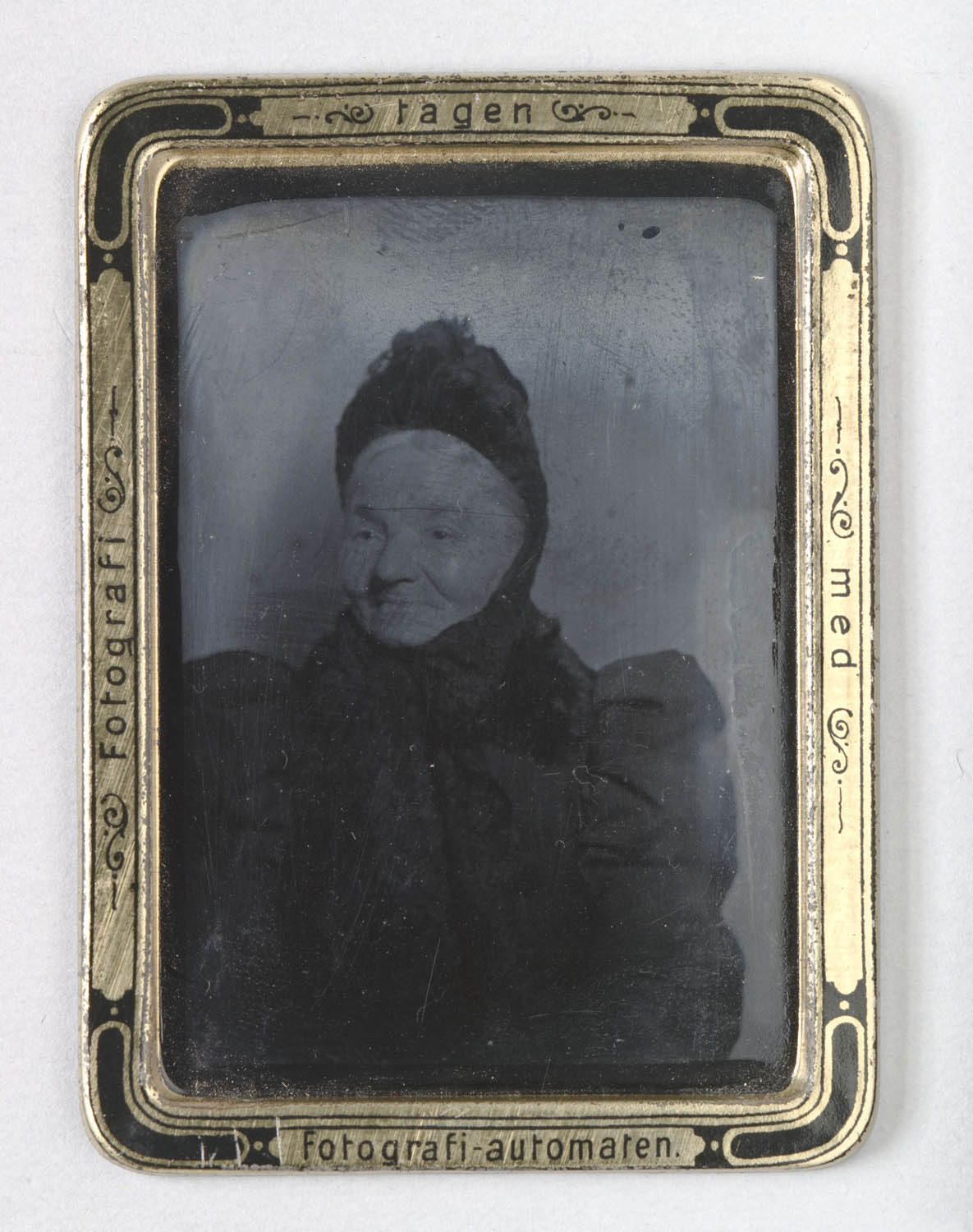
Portrét ženy, ferrotypie, asi 1895 až 1910, Nordiska Museet
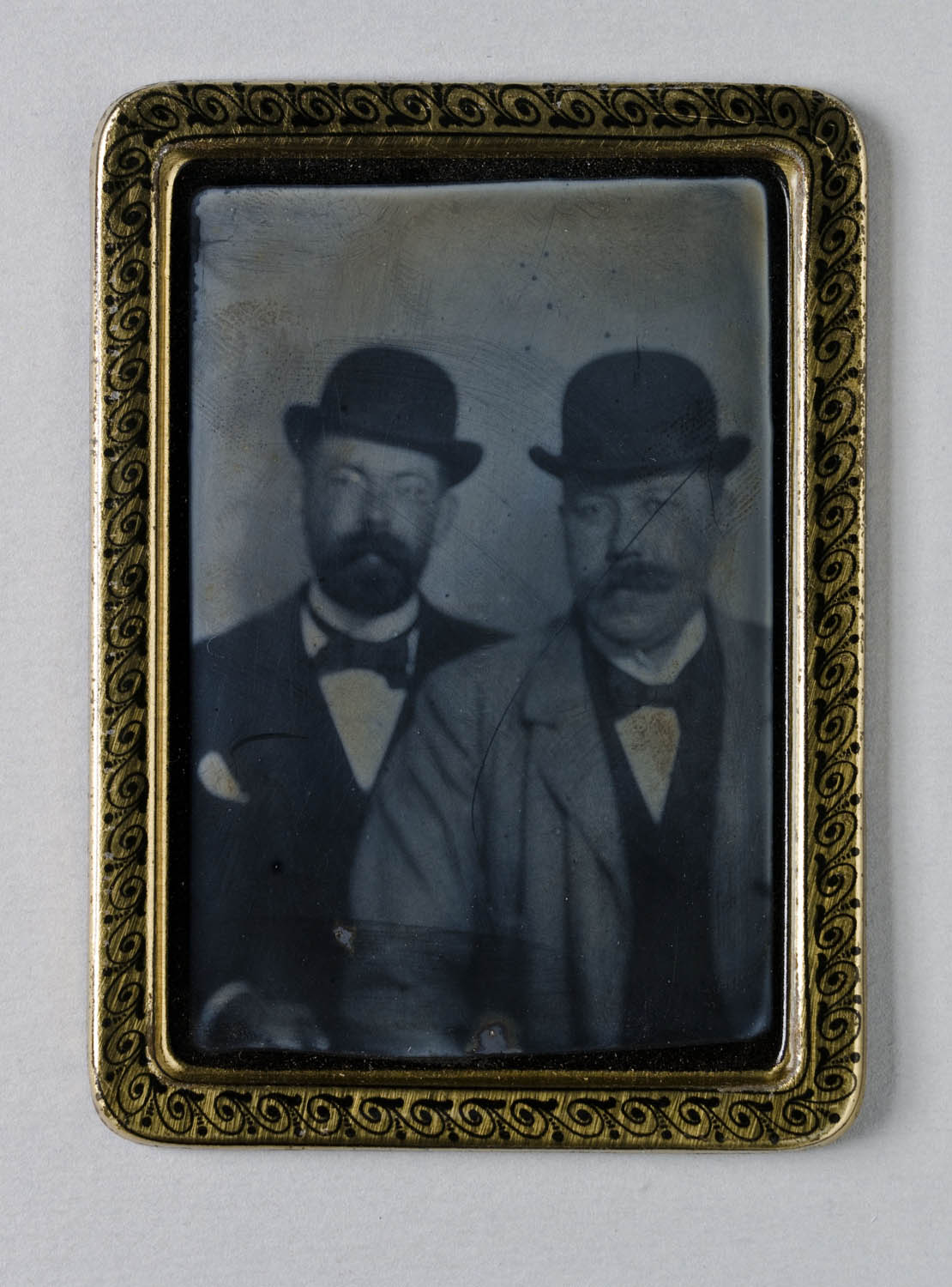
Dvojportrét, 1897, Nordiska Museet
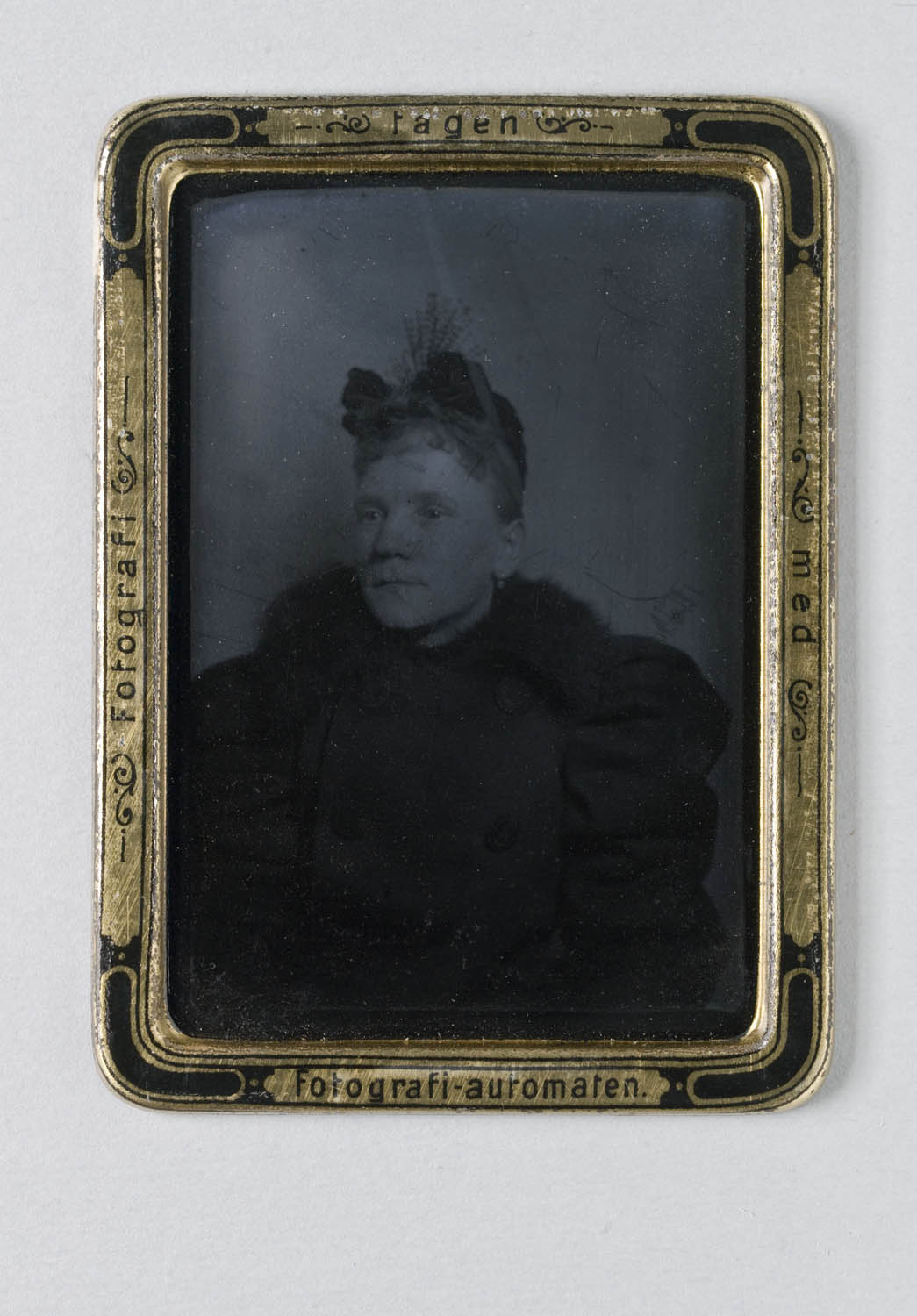
Portrét ženy, ferrotypie, asi 1895 až 1900, Nordiska Museet
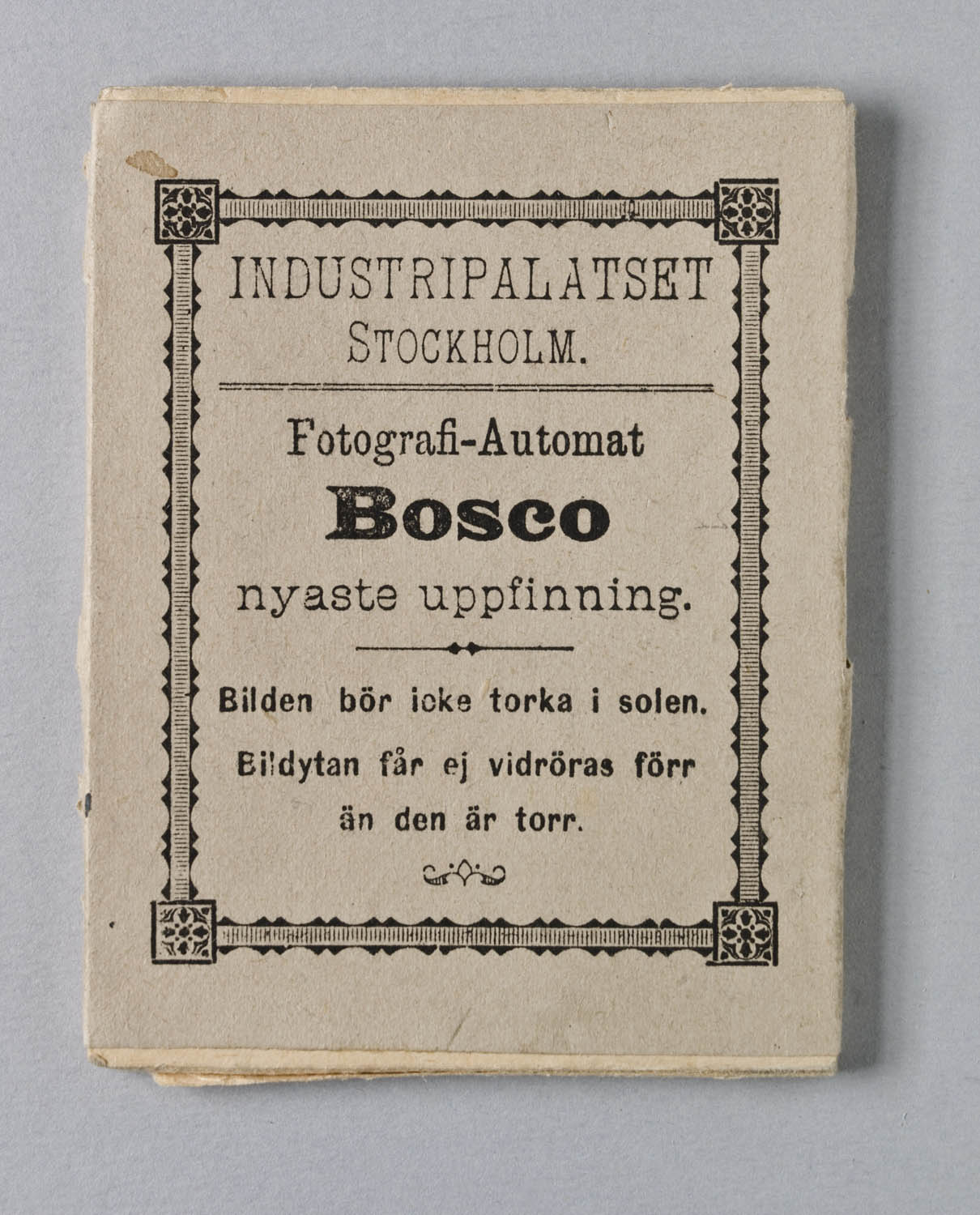
Papírové pouzdro na fotografie z automatu Bosco, Nordiska Museet